# Thirlmere-Lakes-Nationalpark
Der Thirlmere-Lakes-Nationalpark (englisch Thirlmere Lakes National Park) ist ein 6,3 km² kleiner Nationalpark in New South Wales, Australien, etwa 100 km südwestlich von Sydney. Er befindet sich im Gebiet der Blue Mountains, das im Jahr 2000 zum Weltnaturerbe erklärt wurde, und schließt dort unmittelbar östlich an den Nattai-Nationalpark an.
Der Park wurde 1972 gegründet, um eines der letzten unberührten Seensysteme im Großraum Sydney zu bewahren. Entlang eines meist trockenen Flusslaufs liegen die fünf schilfumsäumten Seen auf einer Länge von etwa fünf Kilometern. Sie bieten einer Vielzahl von Wasservögeln, aber auch Süßwasserschwämmen, Muscheln und Quallen eine Heimat. In den Eukalyptenwäldern rund um die Seen leben zahlreiche Wombats.
Um das wertvolle Ökosystem zu erhalten, ist Camping nicht erlaubt.